# بوشكو سيمونوفيتش
بوشكو سيمونوفيتش (بالإنجليزية: Boško Simonović)‏ (12 فبراير 1898 في شيد، الإمبراطورية النمساوية المجرية – 5 أغسطس 1965 في بلغراد ، يوغوسلافيا) لاعب، مدرب، حكم، وإداري كرة قدم صربي راحل . أبرز إنجازاته تدريب منتخب يوغوسلافيا وقيادته إلى الدور النصف النهائي في بطولة كأس العالم لكرة القدم 1930 التي أقيمت في الأوروغواي .
على الرغم من أنه مهندس إلا أنه قرر تكريس سنوات حياته من أجل الرياضة وبالتحديد لعبة كرة القدم .
بدأ سيمونوفيتش مسيرته الرياضية حارس مرمى في نادي سربسكي ماتش ثم انتقل إلى نادي بي إس كيه بلغراد . بعد اعتزاله اللعب اتجه إلى أن يكون حكما للمباريات وأصبح أول حكم دولي من صربيا يحكم مباراة دولية في العاصمة الرومانية بوخارست في سنة 1923 . اضطر إلى اعتزال التحكيم بسبب إصابته بكسر في الرجل إثر حادث ألم به أثناء التزلج على الجليد.

## روابط خارجية
- بوشكو سيمونوفيتش على موقع بيانات كرة القدم. دي إي (الألمانية)
- بوشكو سيمونوفيتش على موقع عالم كرة القدم.نت (الإنجليزية)